# Gekko monarchus
Espèce
Synonymes
- Platydactylus monarchus Schlegel, 1836
- Platydactylus burmeisteri Giebel, 1861
- Platydactylus deissneri Giebel, 1861

Le gekko monarque, Gekko monarchus, est une espèce de geckos de la famille des Gekkonidae.

## Répartition

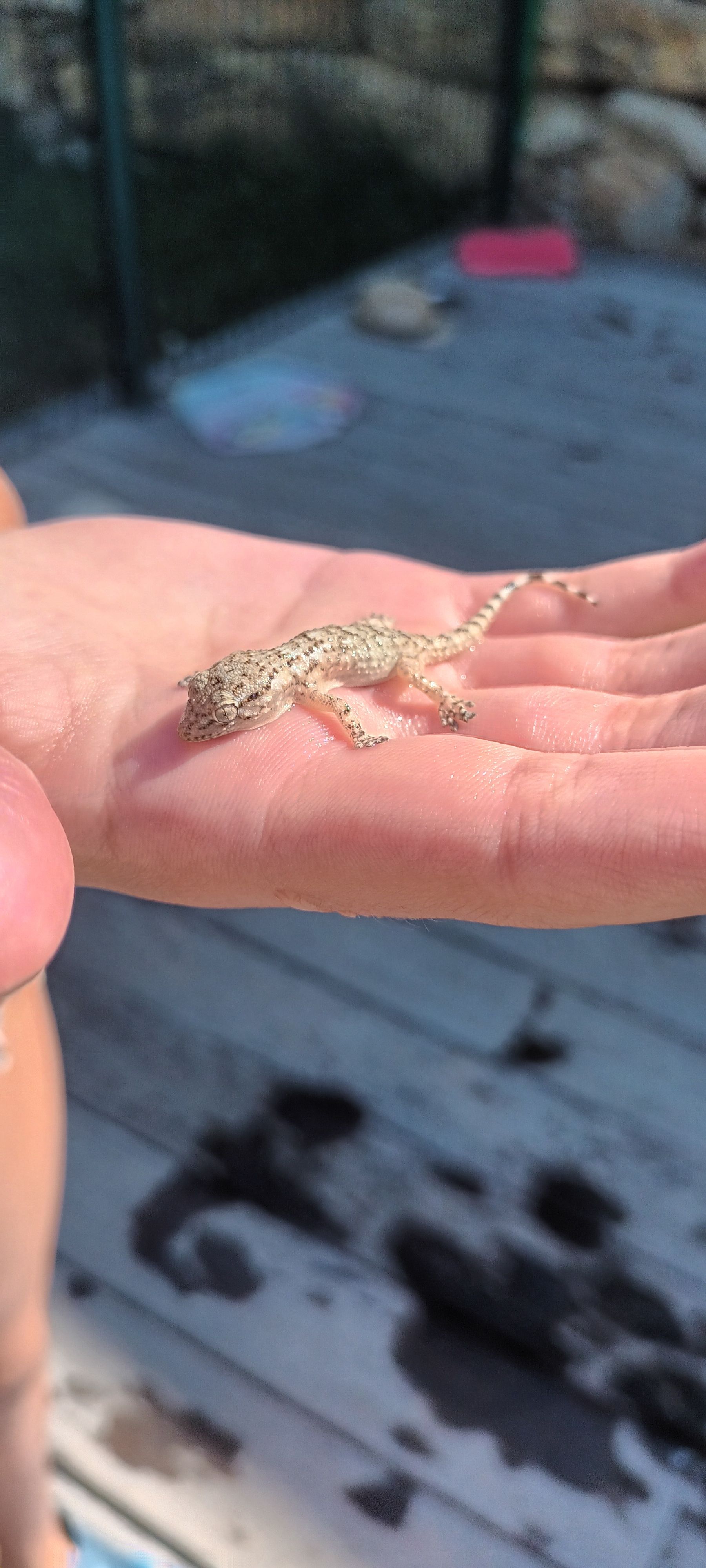
Gekko monarchus à Sanary-sur-Mer.

Cette espèce se rencontre en Thaïlande, en Malaisie, à Singapour, aux Philippines en Indonésie et en Papouasie-Nouvelle-Guinée mais de nombreux déplacement de l'homme l'ont conduits à se développer en Afrique et dans le Sud de l'Europe.

## Description
Ce lézard a le phénotype typique du genre Gekko : il semble plat et a une peau rugueuse avec de petites bosses noires sur le dos. Ils ont une tache ressemblant à un W sur le dos de leur tête, typique pour cette espèce.
Sa queue se régénère une fois tombée, comme chez la plupart des espèces de Gekko. La queue régénérée ne ressemblera jamais à l’originale (elle a une texture différente et une couleur légèrement dissemblable).

Les mâles font des cliquetis silencieux en courtisant une femelle ; les deux sexes sont capables de gazouiller et aboyer. Lorsqu’il est effrayé ou alarmé, le gekko monarque agite sa queue rapidement et peut respirer fortement, faisant un bruit semblable à un sifflement.

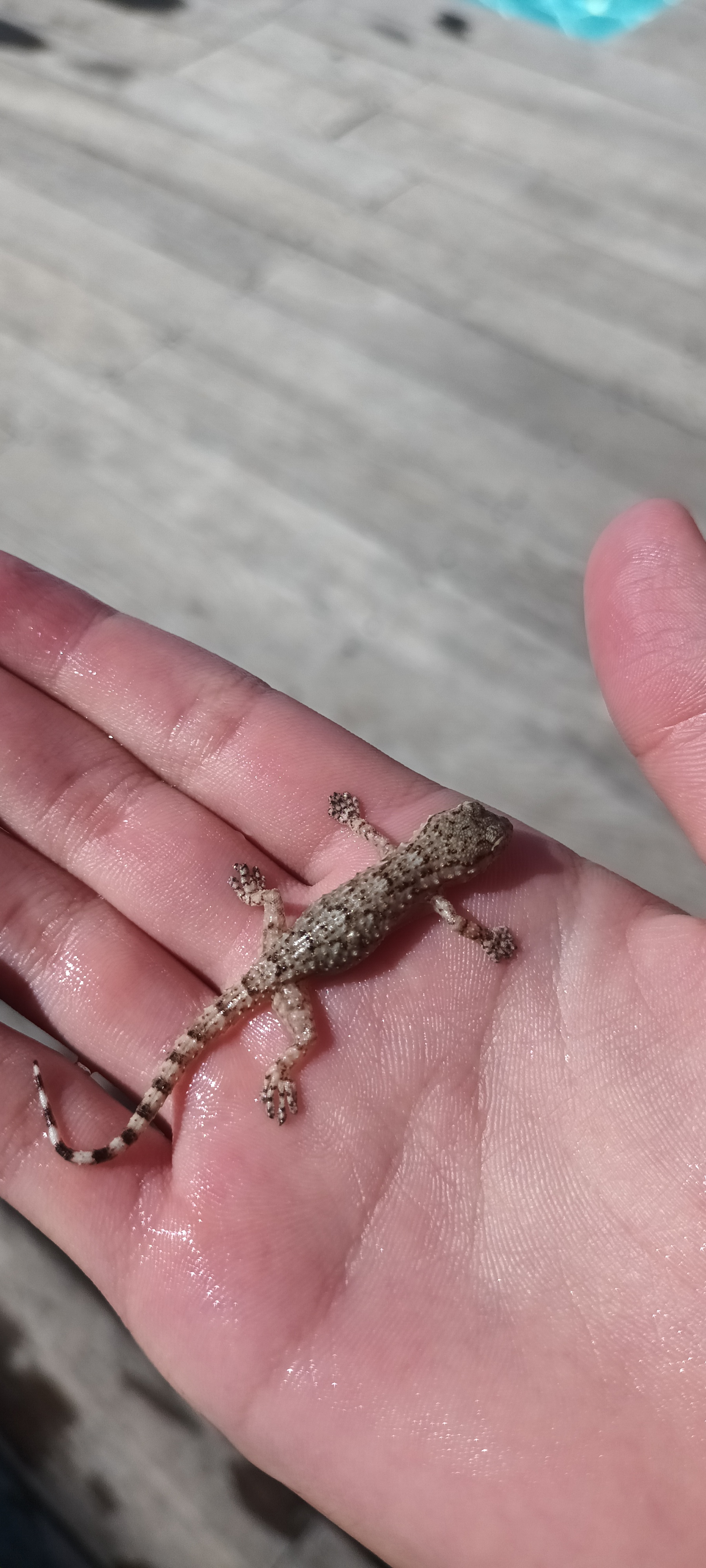
Gekko monarchus.

Les gekkos monarques sont strictement insectivores et se nourrissent de divers insectes (cafards, grillons, mouches, tiques, araignées (arachnide) voire guêpes). Les œufs incubent entre trois et six mois selon les conditions du milieu de vie.

## Publication originale
- Duméril & Bibron, 1836 : Erpetologie Générale ou Histoire Naturelle Complete des Reptiles. Librairie Encyclopédique Roret, Paris, vol. 3, p. 1-517 (texte intégral).